# Potočani (Đulovac)
Potočani falu Horvátországban Belovár-Bilogora megyében. Közigazgatásilag Đulovachoz tartozik.

## Fekvése
Belovártól légvonalban 51, közúton 61 km-re délkeletre, Daruvár központjától légvonalban 14, közúton 19 km-re északkeletre, községközpontjától 3 km-re délnyugatra, Nyugat-Szlavóniában, a Papuk-hegység északi részén, Korenica és Katinac között fekszik. A falu határán több patak (a Zvijezda, a Markovica, a Popinac és a Dreza) is átfolyik, valószínűleg innen kapta a nevét. Több forrás is található a területén.

## Története
Területe már a középkorban is lakott volt, ezt igazolják a Svetinja nevű határrészén előkerült leletek. A térség középkori településeit 1542-ben pusztította el a török és csak a 17. század végén szabadult fel a török uralom alól. Az Ilova felső folyása mentén már a török uralom idején éltek pravoszláv vlach pásztornépek, akiket határvédelem céljából telepítettek ide. Ezért ezt a vidéket Mala Vlaškának, azaz Kis Vlachiának is nevezték. Ezek egy része a török uralom után is itt maradt, míg más családokat az osztrák hatóságok Belovártól északnyugatra, Rojcsa vidékére telepítettek át. A kiürült területre a parlagon heverő földek megművelése és a határvédelem céljából a 18. század első felében Bosznia területéről telepítettek be új lakosságot. A pravoszláv egyházi dokumentumok szerint Potočani a katinaci parókiához tartozott. 1702-ben 9, 1779-ben 15 ház állt a településen. Az első katonai felmérés térképén „Potochani” néven Korenica településrészeként találjuk.
Lipszky János 1808-ban Budán kiadott repertóriumában „Potochani” néven szerepel. Nagy Lajos 1829-ben kiadott művében „Potochani” néven 24 házzal 179 ortodox vallású lakossal találjuk.
A Magyar Királyságon belül Horvát–Szlavónország részeként, Pozsega vármegye Daruvári járásának része volt. 1857-ben 296, 1910-ben 421 lakosa volt. 1910-ben a népszámlálás adatai szerint lakosságának 99%-a szerb anyanyelvű volt. Az I. világháború után 1918-ban az új szerb-horvát-szlovén állam, majd később (1929-ben) Jugoszlávia része lett. 1941 és 1945 között a németbarát Független Horvát Államhoz, háború után a település a szocialista Jugoszláviához tartozott. 1974-ben aszfaltozták a Daruvárra vezető utat, ezzel a falu megközelítése is könnyebbé vált. Nem sokkal később létesült a Barcs-Daruvári vasútvonal Potočani-Katinac vasútállomása. 1991-től a független Horvátország része. 1991-ben lakosságának 99%-a szerb nemzetiségű volt. A délszláv háború idején kezdettől fogva szerb kézen volt. 1991 novemberében az Orkan-91 hadművelet első szakaszában foglalta vissza a horvát hadsereg. A szerb lakosság nagyrészt elmenekült, helyükre koszovói horvátok érkeztek. A falunak 2011-ben 70 lakosa volt.

## Lakossága
| Lakosság változása | Lakosság változása | Lakosság változása | Lakosság változása | Lakosság változása | Lakosság változása | Lakosság változása | Lakosság változása | Lakosság változása | Lakosság változása | Lakosság változása | Lakosság változása | Lakosság változása | Lakosság változása | Lakosság változása | Lakosság változása |
| ------------------ | ------------------ | ------------------ | ------------------ | ------------------ | ------------------ | ------------------ | ------------------ | ------------------ | ------------------ | ------------------ | ------------------ | ------------------ | ------------------ | ------------------ | ------------------ |
| 1857               | 1869               | 1880               | 1890               | 1900               | 1910               | 1921               | 1931               | 1948               | 1953               | 1961               | 1971               | 1981               | 1991               | 2001               | 2011               |
| 296                | 498                | 345                | 451                | 399                | 421                | 425                | 408                | 325                | 301                | 285                | 214                | 162                | 130                | 47                 | 70                 |

(Az 1869-es adat Katinac lakosságával együtt értendő.)